# Ger Schäfer
Gerald Ludwig (Ger) Schäfer (São Paulo, 8 november 1955 - Amsterdam, 24 april 2012) was een Nederlandse producer, componist, musicus en bespeler van vele instrumenten, geluidstechnicus, ontwerper, schilder, organisator en initiator.
Schäfer (ook wel bekend onder zijn alter ego Ludwig Luny), werd geboren als zoon van Nederlands-Indische ouders en groeide op in Den Haag. 
Hij begon als drummer in diverse bands, zoals The Frozen Penguin Band met regisseur/acteur Lucas Dietens en raakte via deze ook betrokken bij de Haagse Comedie. Vanaf de vroege jaren tachtig was hij ook actief in diverse formaties als zanger/ gitarist/ componist en ook op instrumenten als basgitaar, keyboards, balaphon en diverse percussie- en snaarinstrumenten. 
Eind jaren negentig ging hij ook optreden als producer en startte zijn eigen label Luny Music. 
Op dit label verscheen in 2001 onder zijn leiding de concept-cd The Water Suite van het World-Fusion Collectief The Laughing Lunatics, een samenwerking tussen 14 muzikanten uit 10 verschillende landen.
In 2003 verscheen African Rasta van de uit Zimbabwe afkomstige reggae-zanger Kulcha Far I. Ruim de helft van de composities, de productie, de gehele instrumentatie en het hoesontwerp waren van Schäfers hand. African Rasta leidde in 2004 tot een uitnodiging voor het Montreux Jazz Festival.
Verder is Ger Schäfer verantwoordelijk voor producties en cd-releases van onder andere Goro Noda & Kana Hiramatsu, Peggy van Zalm, The Incarnators, T.T.T. & Markus Lüpertz, Frank Köllges, Alan Silva, Gunter Hampel, The Universal Free Form Quartet en The Inner Roots Disciples. 
Sinds de zomer van 2007 werkt Schäfer regelmatig samen met de Duitse musicus Frank Köllges. 
Als duo onder de naam Adam Noidlt Foodmachine brachten zij diverse live-opnames uit, onder andere op het Offside Open International New Music Festival Geldern - Duitsland. 
In 2007 werd hij lid van het 'Free Music Orchestra' Adam Noidlt Missiles, met als thuishaven Keulen.
Schäfer is thans (2008) voornamelijk actief in internationale multi-culturele muzikale projecten en werkt aan zijn Ensemble-werken, een compositorisch meerjarenplan.